# تشارلز غير
تشارلز غير (بالإنجليزية: Charles Geer)‏ هو رسام توضيحي أمريكي، ولد في 25 أغسطس 1922، وتوفي في 7 ديسمبر 2008.